# Sherlock Holmes (1922)
Sherlock Holmes is een Amerikaanse stomme film uit 1922, gebaseerd op het gelijknamige personage bedacht door Arthur Conan Doyle. De regie was in handen van Albert Parker. Hoofdrollen worden vertolkt door John Barrymore, Roland Young en Gustav von Seyffertitz.

## Verhaal
De film begint voor Holmes’ carrière als privé-detective, wanneer hij en Dr. Watson nog studenten criminologie zijn aan de Universiteit van Cambridge. Holmes wordt op een dag onterecht beschuldigd van diefstal, maar al vrij snel vrijgesproken. Zijn arrestatie wekt bij hem wel de interesse voor het vak van detective. Voor zijn eerste onderzoek valt zijn oog op de mysterieuze professor Moriarty, die een complot beraamt om de wereld over te nemen.

## Rolverdeling
| Acteur                 | Personage          |
| ---------------------- | ------------------ |
| John Barrymore         | Sherlock Holmes    |
| Roland Young           | John H. Watson     |
| Carol Dempster         | Alice Faulkner     |
| Gustav von Seyffertitz | Professor Moriarty |
| Louis Wolheim          | Craigin            |
| Percy Knight           | Sid Jones          |
| William Powell         | Foreman Wells      |
| Hedda Hopper           | Madge Larrabee     |
| Peggy Bayfield         | Rose Faulkner      |
| Margaret Kemp          | Therese            |
| Anders Randolf         | James Larrabee     |
| Robert Schable         | Alf Bassick        |
| Reginald Denny         | Prins Alexis       |
| David Torrence         | Count von Stalburg |
| Robert Fischer         | Otto               |
| Lumsden Hare           | Dr. Leighton       |
| Jerry Devine           | Billy              |
| John Willard           | Inspector Gregson  |

## Achtergrond
De film is gebaseerd op een toneelstuk geschreven door William Gillette. De film is geproduceerd door Goldwyn Pictures Corporation.
De film werd jarenlang beschouwd als verloren, totdat in de jaren 70 toch nog een paar exemplaren werden teruggevonden. De film werd door George Eastman House zo veel mogelijk hersteld. Omdat niet alle filmrollen werden teruggevonden, moesten hier en daar scènes worden weggelaten of in een andere volgorde gemonteerd om er weer een lopend verhaal van te maken. De herstelde film werd in 2009 uitgebracht op dvd door Kino International.